# Stożek (Isergebirge)
Der Stożek, auch Granaty (deutsch: Kegelplan) ist ein 580 m hoher Berg im schlesischen Teil des Isergebirges in Polen. Der Stożek erhebt sich nordöstlich von Lasek (Kolonie Förstel) im Zackenkamm in der Gemeinde Mirsk.

## Beschreibung
Der Gipfel ist teilweise mit Nadelwald bewachsen. Der Berg besteht aus Graniten und Gneisen sowie Quarzen. Am Nordosthang befindet sich der Friedrich-Wilhelm-Stollen (Sztolnia Fryderyk Wilhelm).